# Фрейзер, Роберт
Ро́берт Фре́йзер (англ. Robert Frazer, при рождении Роберт Уильям Браун; 29 июня 1891, Вустер, Массачусетс — 17 августа 1944, Лос-Анджелес, Калифорния) — американский актёр, который появился в 224 фильмах (включая короткометражные) с 1910-х годов.

## Биография
Начал свою карьеру в фильмах с компании «Eclair», которая работала на технической базе компании «Universal». Сначала некоторое время выступал в театре, но потом начал сниматься в немых фильмах. Первой заметной ролью стал Иисус Христос в фильме 1912 года «Святой город», и в том же году сыграл главную роль в фильме «Робин Гуд».
Умер от лейкемии 17 августа 1944 года.

## Избранная фильмография
- 1935 — Приговорённый к жизни / Condemned to Live — доктор Дюпре

### Комментарии
1. ↑  The reference book Encyclopedia of American Film Serials gives his birth name as Robert William Frazer.